# Lamborghini QVX
 (signalé en mai 2025).
Si vous disposez d'ouvrages ou d'articles de référence ou si vous connaissez des sites web de qualité traitant du thème abordé ici, merci de compléter l'article en donnant les références utiles à sa vérifiabilité et en les liant à la section « Notes et références ».
- Archive Wikiwix
- Bing
- Cairn
- DuckDuckGo
- E. Universalis
- Gallica
- Google
- G. Books
- G. News
- G. Scholar
- Persée
- Qwant
- (zh) Baidu
- (ru) Yandex
- (wd) trouver des œuvres sur Wikidata

La Lamborghini QVX est une voiture de course de Groupe C construite par Lamborghini en 1985.  Elle est construite dans le but de participer au championnat 1986 du Groupe C.
Malheureusement, la QVX, pilotée par Tiff Needell, ne dispute qu'une seule course hors-championnat. Bien que l'automobile termine mieux la course qu'elle ne l'a débuté, les sponsors se retirent et le programme est annulé.
C'est sous l'ère des frères Mimram que Lamborghini s'engage pour la première fois de son histoire en compétition automobile.